# Den solgte brud
Den solgte brud (tjekkisk: Prodaná nevěsta) er en komisk opera i tre akter af den tjekkiske komponist Bedřich Smetana til en libretto af Karel Sabina. Operaen anses for at have ydet et væsentligt bidrag til udviklingen af tjekkisk musik. Den er komponeret i perioden 1863-1866 og uropført på Prags provisoriske teater, Prozatimní divadlo, den 30. maj 1866 i en version i to akter med talt dialog. Den foregår i en landsby og har realistiske figurer på rollelisten. Operaen fortæller historien om, hvordan ægte kærlighed vinder over ambitiøse forældres planer og en ægteskabsmæglers intriger. Operaen blev ikke umiddelbart nogen succes og blev revideret og udvidet i de følgende fire år. I sin endelige udgave, der fik premiere i 1870, blev den dog hurtigt populær og blev i sidste ende en verdensomspændende succes.
Den nationale tjekkiske opera havde før Den solgte brud kun været repræsenteret ved en række mindre, sjældent opførte værker. Den solgte brud, Smetanas anden opera, var en del af hans bestræbelser på at skabe en særlig tjekkisk operagenre. Smetanas musikalske formsprog i operaen gør betydelig brug af traditionelle bøhmiske danseformer som polka og furiant, selv om han stort set undgår direkte citater. Alligevel fornemmer man tydeligt folkemusikkens indflydelse, og operaen opfattes da også af tjekkerne som udpræget tjekkisk. Ouverturen, der ofte spilles som et koncertstykke uafhængigt af selve operaen, komponerede Smetana usædvanligt nok før al den anden musik i operaen.
Efter en opførelse i Wien i 1892 opnåede operaen international anerkendelse. Den blev opført i Chicago i 1893, i London i 1895 og nåede New York i 1909 og blev efterfølgende den første, og i mange år den eneste, tjekkiske opera i det almindelige operarepertoire. Mange af disse tidlige internationale opsætninger af operaen var på tysk under titlen Die verkaufte Braut, og den tyske version spilles og indspilles fortsat. En tysk filmudgave af operaen blev indspillet i 1932 af Max Ophüls.

## Baggrund
Indtil midten 1850'erne var Bedřich Smetana i Prag hovedsagelig kendt som lærer, pianist og komponist af salonstykker. At han ikke var bredere anerkendt i den bøhmiske hovedstad var en vigtig grund til, at han i 1856 tog til Sverige, hvor han tilbragte de næste fem år. I denne periode udvidede han sin virksomhed som komponist til også at omfatte store orkesterværker i den beskrivende stil som fremmet af Franz Liszt og Richard Wagner. Liszt var længe Smetanas mentor, og han havde accepteret en dedikation af Smetanas opus 1: Seks karakteristiske stykker for klaver fra 1848 og fremmet den yngre komponists karriere derefter. I september 1857 besøgte Smetana Liszt i Weimar, hvor han mødte Peter Cornelius, en tilhænger af Liszt, der arbejdede på en komisk opera, Der Barbier von Bagdad. Efter sigende koncentrerede deres drøftelser sig om behovet for at skabe en moderne komisk opera som modvægt til Wagners nye form for musikdrama. Wienerdirigenten Johann von Herbeck fremsatte en kommentar om, at tjekkerne var ude af stand til at skrive deres egen musik, en bemærkning som Smetana tog til til sig: "Jeg svor dér og på det tidspunkt, at ingen andre end jeg skulle fremstå som skaberen af den tjekkiske musik".
Smetana reagerede dog ikke omgående på sit eget ønske, men da meddelelsen om, at et midlertidigt teater skulle åbne i Prag som hjem for tjekkisk opera og drama, indtil et permanent nationalteater var blevet bygget, kom, påvirkede den hans beslutning om at vende permanent tilbage til sit hjemland i 1861. Han blev derefter ansporet til kreativ udfoldelse, da en præmiekonkurrence sponsoreret af den tjekkiske patriot Jan von Harrach blev annonceret, hvorved man ville skaffe egnede operaer til det midlertidige teater. I 1863 havde han skrevet Brandenburgerne i Bøhmen til en libretto af den tjekkiske nationalistiske digter Karel Sabina, som Smetana havde mødt kort i 1848. Brandenburgerne i Bøhmen, som fik operaprisen, var et alvorligt historisk drama, men allerede inden han var færdig med det, var Smetana i gang med at gøre noter med henblik på en komisk opera. På dette tidspunkt havde han hørt musikken til Cornelius' Der Barbier von Bagdad og var klar til at prøve kræfter med den komiske genre.

## Tilblivelseshistorie

### Libretto
Med henblik på at få skrevet en egnet libretto kontaktede Smetana igen Sabina; 5. juli 1863 forelå en skitse over en handling i ét akt på tysk. Efterfølgende udviklede Sabina denne til en libretto i fuld længde og oversatte den til tjekkisk. Ifølge Smetanas biografist Brian Large, blev denne proces forlænget, eftersom manuskriptet viser, at Smetana ønskede ændringer og tilføjelser. I slutningen af 1863 forelå der en to-akters libretto med omkring 20 musikalske numre og talt dialog ind imellem. Smetanas dagbog viser, at han og ikke Sabina valgte værkets titel, for "digteren vidste ikke hvad han skulle kalde det". Oversættelsen Den solgte brud er en nøjagtig gengivelse af den tjekkiske titel. Sabina havde ikke fuldt ud forstået Smetanas hensigt om at skrive en opera i fuld længde, idet han senere skrev: "Hvis jeg havde haft mistanke om, hvad Smetana ville gøre ved min operette, ville jeg have gjort mig mere umage og skrevet ham en bedre og mere solid libretto".
Specialisten i tjekkisk musik, John Tyrrell, har påvist, at librettoen til Den solgte brud trods den afslappede måde, den blev til på, har en iboende "tjekkiskhed", idet den er en af de få operaer på tjekkisk, der skrevet på trokæer (en trykstærk stavelse efterfulgt af en tryksvag stavelse).

### Komposition
Så tidligt som i oktober 1862 – længe før der forelå en plotskitse endsige en libretto – havde Smetana nedskrevet de 16 takter, der senere skulle blive til temaet i åbningskoret til Den solgte brud. I maj 1863 skitserede han otte takter, som han senere anvendte til en kærlighedsduet, og senere samme sommer, mens han ventede på en revideret libretto, skrev han temaet til et af operaens komiske optrin. Han har også skrevet en klaverversion af hele ouverturen, der blev opført ved en offentlig koncert den 18. november. Normalt skrev Smetana ouverturerne til sine operaer til sidst.
Han fortsatte med at komponere operaen stykvis, efterhånden som Sabinas libretto tog form. Han gjorde kun langsomt fremskridt og blev afbrudt af andet arbejde. Smetana var blevet dirigent i of the Hlahol-sangforeningen i 1862 og brugte meget tid på at øve og optræde med sangerne. Han var desuden dybt involveret i Shakespearefestivalen i Prag i 1864 og opførte Berlioz' Roméo et Juliette og komponerede en festivalmarch til lejligheden. Samme år blev han musikkorrespondent for det tjekkiske dagblad Národní listy. I sin dagbog fra december 1864 skriver Smetana, at han stadig arbejdede på musikken til Den solgte brud; klaverudtoget blev afsluttet i oktober 1865. Arbejdet blev derefter lagt til side, så komponisten kunne koncentrere sig om sin tredje opera Dalibor. Smetana begyndte ikke arbejdet med orkestreringen af Den solgte brud før efter en vellykket opførelse af Brandenburgerne i Bøhmen i januar 1866; ledelsen på teatret havde besluttet at sætte den nye opera op om sommeren. Orkestreringen blev hurtigt afsluttet mellem den 20. februar og den 16. marts.

### Omstrukturering
Smetana begyndte at revidere Den solgte brud, så snart de første forestillinger var overstået. Ved den første genopførelse af operaen i oktober 1866 var den eneste større musikalske ændring tilføjelsen af en sigøjnerdans i starten af andet akt. Til denne brugte Smetana musik fra en dans fra Brandenburgerne i Bøhmen. Da Den solgte brud vendte tilbage til teatret i januar 1869, blev denne dans fjernet og erstattet med en polka. En ny scene med en drikkesang for koret blev tilføjet i første akt, og Mařenkas arie fra anden akt, "Oh, hvilken sorg!", blev forlænget.
Hidtil havde ændringerne i originalen været mindre ændringer, men da operaen blev genopført i juni 1869, var den blevet helt omstruktureret. De musikalske numre var stadig bundet sammen af talt dialog, men første akt var blevet delt i to for at skabe en opera i tre akter. Forskellige numre, herunder den nye drikkesang og polkaen, blev flyttet, og polkaen blev nu efterfulgt af en furiant. En "Komikernes march" blev tilføjet i det, der nu var tredje akt. En kort duet mellem Esmeralda og cirkusdirektøren blev droppet. Lidt over et år senere havde Den solgte brud fået sin endelige form, idet al talt dialog var blevet erstattet af recitativer. Smetanas egen opfattelse af det færdige arbejde var afvisende; han beskrev den lang tid senere som "et stykke legetøj ... at komponere den var den rene barneleg". Han havde komponeret den, sagde han, for "at trodse dem, der beskyldte mig for at være en wagnerianer og ude af stand til at komponere lysere værker".

## Roller
| Rolle                                       | Stemmetype  | Originalbesætning, 30. maj 1866 Dirigent: Bedřich Smetana |
| ------------------------------------------- | ----------- | --------------------------------------------------------- |
| Krušina, en bonde                           | Baryton     | Josef Paleček                                             |
| Ludmila, hans kone                          | Sopran      | Marie Procházková                                         |
| Mařenka, deres datter                       | Sopran      | Eleonora von Ehrenberg                                    |
| Mícha, en jordejer                          | Bas         | Vojtěch Šebesta                                           |
| Hata, hans kone                             | Mezzosopran | Marie Pisařovicová                                        |
| Vašek, deres søn                            | Tenor       | Josef Kysela                                              |
| Jeník, Míchas søn fra et tidligere ægteskab | Tenor       | Jindřich Polák                                            |
| Kecal,en ægteskabmægler                     | Bas         | František Hynek                                           |
| Principal komediantů, cirkusdirektør        | Tenor       | Jindřich Mošna                                            |
| Indián, en indisk komiker                   | Bas         | Josef Křtín                                               |
| Esmeralda, danser og komiker                | Sopran      | Terezie Ledererová                                        |

## Synopsis

### Akt I
En flok landsbyboere er samlet på torvet i landsbyen ("Lad os fryde og være glade"). Blandt dem er Mařenka og Jeník. Mařenka er ulykkelig, fordi hendes forældre ønsker, at hun gifter sig med en, hun aldrig har mødt. De vil forsøge at tvinge hende ind i dette, siger hun. Selv ønsker hun at gifte sig med Jeník ("Hvis jeg nogensinde skulle lære"). De to erklærer derefter deres følelser for hinanden i en lidenskabelig kærlighedsduet ("Trofast kærlighed kan ikke skæmmes").
Da parret forlader de andre, kommer Mařenkas forældre, Ludmila og Krušina, ind sammen med ægteskabsmægleren Kecal. Efter en del diskussion bebuder Kecal, at han har fundet en brudgom til Mařenka, nemlig Vašek, der er Tobias Míchas yngre søn og en velhavende jordbesidder; den ældste søn er ikke noget værd, forklarer han. Kecal lovpriser Vašek ("Han er en dejlig dreng, godt opdraget"), idet Mařenka kommer ind igen. I den efterfølgende kvartet reagerer hun ved at sige, at hun allerede har valgt en elsker. Han kan godt pakke, kommanderer Kecal. De firer argumentere frem og tilbage, men kommer ikke frem til meget. Kecal beslutter sig for at forsøge at overbevise Jeník til at opgive Mařenka, netop som landsbyboerne kommer tilbage og synger og danser en festlig polka.

### Akt 2
Mændene i landsbyen synger en opstemt drikkesang ("Til øllet!"), mens Jeník og Kecal debatterer fordelene ved henholdsvis kærlighed og penge over en øl. Kvinderne kommer ind, og hele gruppen tilslutter sig i dansen en furiant. Borte fra festlighederne spekulerer den nervøse Vašek på sit kommende ægteskab i en stammende sang ("Mi-mi-min mor sagde til mig"). Mařenka dukker op og gætter straks, hvem han er, men afslører ikke sin egen identitet. Hun foregiver at være en anden og tegner et billede af "Mařenka" som en forræderisk bedrager. Vašek lader sig let narre, og da Mařenka i sin forklædning foregiver at gøre kur til ham ("Jeg kender en smuk pige"), falder han for hendes charme og sværger at ville opgive Mařenka.
I mellemtiden forsøger Kecal at overtale Jeník med penge, og efter nogle verbale indledningsmanøvrer fremsætter han et kontant tilbud: Hvis Jeník vil give afkald på Mařenka, får han hundrede daler. Det er ikke nok, svarer Jeník. Da Kecal øger tilbuddet til 300 floriner, foregiver Jeník at acceptere, men indfører en betingelse: Det er kun Míchas søn, der må gifte sig med Mařenka. Kecal går ind på aftalen og skynder sig ud for at skrive en kontrakt. Jeník spekulerer alene over den aftale, han tilsyneladende har indgået om at sælge sin elskede ("Når du opdager, hvem du har købt"). Han undrer sig over, hvordan nogen kunne tro, at han virkelig ville gøre det, og udtrykker til sidst sin kærlighed til Mařenka.
Kecal tilkalder landsbyboerne for at bevidne aftalen ("Kom indenfor og lyt til mig"). Han læser indholdet op: Mařenka må ikke gifte sig med nogen anden end Míchas søn. Krušina og forsamlingen beundrer Jeníks tilsyneladende selvfornægtelse, men stemningen ændrer sig, da de erfarer, at han er blevet betalt for det. Akten ender med at Jeník bliver fordømt af Krušina og resten af forsamlingen som en slyngel.

### Akt 3
Vašek udtrykker sin forvirring i en kort, trist sang ("Jeg kan ikke få det ud af mit hoved"), men bliver afbrudt, da et omrejsende cirkus kommer til byen. Lederen præsenterer showet: Esmeralda, den spanske danser, en "rigtig indisk" sværdsluger og en dansende bjørn. Herefter opføres en hurtig folkedans, skočná. Vašek er henrykt over Esmeralda, men hans sky tilnærmelser bliver afbrudt, da "indianeren" styrter ind og meddeler, at "bjørnen" er bukket under i druk. Der er behov for en vikar; Vašek bliver snart overtalt til at tage jobbet, tilskyndet hertil af Esmeraldas smigrende ord ("Vi vil gøre en smuk ting ud af dig").
Cirkusfolkene går ud, og Vašeks forældre – Mícha og Háta – kommer ind med Kecal. Vašek fortæller dem, at han ikke længere ønsker at gifte sig med Mařenka, idet han har indset sandheden om hende gennem en smuk, mærkelig pige. De er forfærdede ("Han ønsker hende ikke – hvad er der sket?"). Vašek løber ud, og øjeblikke senere ankommer Mařenka sammen med sine forældre. Hun har netop hørt om Jeníks aftale med Kecal, og et livligt ensemblestykke følger ("Nej, nej, jeg tror det ikke"). Sagen kompliceres yderligere, da Vašek vender tilbage og genkender Mařenka som sin "mærkelige pige". Han erklærer, at han lykkeligt vil gifte sig med hende. I den følgende sekstet opfordres Mařenka til at tænke over tingene ("Beslut dig, Mařenka"). Alle går ud og efterlader hende alene på scenen.
I en arie synger Mařenka om forræderiet ("Oh, hvad sorg"). Da Jeník kommer ind, afviser hun ham vredt og erklærer, at hun vil gifte sig med Vašek. Kecal ankommer og morer sig over Jeníks forsøg på at pacificere Mařenka, der beordrer sin tidligere elsker ud. Landsbyboerne kommer derefter ind med begge forældrepar, der ønsker at vide, hvad Mařenka har besluttet sig til ("Hvad har du besluttet, Mařenka?"). Da hun bekræfter, at hun vil gifte sig med Vašek, vender Jeník tilbage og tiltaler til stor bestyrtelse Mícha som "far". Af en overraskende identitetsafsløring fremgår det, at Jeník er Míchas ældste søn fra et tidligere ægteskab – den døgenigt som Kecal tidligere afviste og som faktisk var blevet jaget bort af en jaloux stedmoder, Háta. Som Míchas søn er han i kraft af betingelserne i kontrakten i sin gode ret til at gifte sig med Mařenka; da dette bliver klart, forstår Mařenka hans handlinger og omfavner ham. Råb bag scenen afbryder optrinnet, og det lader til, at en bjørn er undsluppet fra cirkus og på vej til landsbyen. Bjørnen kommer ind, men den viser sig snart at være Vašek i bjørnekostume ("Du skal ikke være bange!"). Hans narrestreger overbeviser hans forældre om, at han ikke er moden til ægteskab, og han sendes bort. Mícha giver derefter ægteskabet mellem Mařenka og Jeník sin velsignelse, og det hele ender i slutkor, der fejrer sagens udgang.

## Modtagelse og opførelseshistorie

### Premiere
Premieren på Den solgte brud fandt sted på det midlertidige teater i Prag den 30. maj 1866. Smetana dirigerede; scenografien blev designet af Josef Macourek; og Josef Jiři Kolar var producer på operaen. Rollen som Mařenka blev sunget af teatrets førstesopran, Eleonora von Ehrenberg – som havde nægtet at synge i Brandenburgerne i Bøhmen, fordi hun troede, at den rolle, der blev hende tilbudt, ikke var god nok til hende. Rollerne som Krušina, Jeník og Kecal blev udført af ledende medlemmer af fra holdet bag Brandenburgerne i Bøhmen. En feteret skuespiller, Jindřich Mošna, blev hyret som cirkusdirektør, en rolle der ikke kræver meget sangtalent.
Premieredatoen var uheldig af flere grunde. Den faldt sammen med en helligdag, og mange mennesker havde forladt byen for at tage på landet. Det var en intenst varm dag, hvilket yderligere bidrog til, at folk foretrak at være i det fri i stedet for i et indelukket teater. Hvad værre var, forårsagede truslen om en forestående krig mellem Preussen og Østrig uro og angst i Prag, hvilket lagde en dæmper på den offentlige begejstring for en romantisk komedie. Ved premieren blev operaen i sin to-akts-version med talt dialog dårligt besøgt og ligegyldigt modtaget. Indtægterne kunne ikke dække omkostningerne, og teatrets direktør blev tvunget til at betale Smetanas honorar af egen lomme.
Smetanas ven Josef Srb-Debrnov, der var forhindret i at komme til forestillingen selv, indsamlede udtalelser fra medlemmer af publikum, efterhånden som de kom frem. "En roste den, en anden rystede på hovedet, og en velkendt musiker ... sagde til mig: "Det er ikke komisk opera; det holder ikke. Åbningskoret er fint, men jeg bryder mig ikke om resten"". Josef Krejčí, et medlem af panelet, der havde været dommer i Harrachs operakonkurrence, kaldte værket en fiasko. Pressens kommentarer var mindre kritiske, men operaen blev alligevel taget af plakaten efter blot en yderligere forestilling. Kort tid efter lukkede det provisoriske teater midlertidigt, da truslen om krig rykkede tættere på.

### Senere forestillinger
I årene efter operaens første opførelse betød manglen på tjekkiske operaer, at Den solgte brud blev genopført på det provisoriske teater med jævne mellemrum. Smetana tog den op i oktober 1866 i sin første sæson som teatrets chefdirigent. Han bragte den tilbage igen i januar 1869 efter at have revideret den og igen i sommeren samme år; på det tidspunkt var den blevet omstruktureret og indeholdt tre akter. Den havde fundet sin endelige form i september 1870. I denne version var al talt dialog blevet erstattet af recitativer.
I februar 1869 fik Smetana teksten oversat til fransk og sendte libretto og partitur til Opéra Comique i Paris med et forslag om at dele overskuddet ved eventuelle opførelser. Ledelsen af det franske operahus svarede imidlertid ikke Smetana. Operaen blev først opført uden for Tjekkiet den 11. januar 1871, da Eduard Nápravník, dirigent for Den kejserlige russiske opera, opførte den på Mariinskijteatret i Sankt Petersborg. Værket fik kun lunkne anmeldelser hos kritikerne, hvoraf en sammenlignede værket med Offenbachs værker, hvilket ikke var en anbefaling. Smetana blev såret over det og følte, at hans opera var blevet nedgraderet til operette; han var overbevist om, at pressens fjendtlighed blev genereret af en tidligere modstander, den russiske komponist Milij Balakirev. De to var stødt sammen nogle år tidligere på grund af opsætningerne af Mikhail Glinkas Et liv for tsaren og Ruslan og Lyudmila. Smetana mente, at Balakirev nu brugte den russiske premiere på Den solgte brud som en mulighed for at få hævn.
Den solgte brud blev ikke opført i udlandet igen før efter Smetanas død i 1884. Nationalteatret i Prag fik iscenesat en opførelse af værket i Wien som en del af byens musik- og teaterudstilling i 1892, hvor en positiv modtagelse skulle blive begyndelsen til dens popularitet hos det internationale operapublikum. Da det tjekkiske sprog ikke var udbredt, fik internationale forestillinger en tendens til at blive oversat til tysk. I USA fandt premieren fandt sted på Haymarket Theatre i Chicago den 20. august 1893. Operaen blev opført i Tyskland i 1894 under Gustav Mahler, der på det tidspunkt var direktør for Hamburgische Staatsoper; et år senere satte et tysk kompagni en forestilling op på Theatre Royal i Drury Lane i London. I 1897 gjorde Mahler, efter sin udnævnelse til direktør for Wiener Staatsoper, Den solgte brud til et fast punkt på repertoiret og dirigerede regelmæssigt opførelsen af den mellem 1899 og 1907. Mahlers begejstring for operaen var så stor, at han endda citerede ouverturen i den sidste sats af hans første symfoni fra 1888. Da han blev direktør for Metropolitan Opera i New York i 1907, tog han også der operaen med på repertoiret. Premieren i New York fandt sted den 19. februar 1909 og blev varmt modtaget. The New York Times kommenterede den fremragende iscenesættelse og de musikalske karakteriseringer og skrev en særlig hyldest til "Mr. Mahler", hvis mesterlige hånd kunne føles tydeligt overalt. Mahler valgte at spille ouverturen igen mellem første og anden akt, så selv dem, der var kommet for sent til forestillingen, kunne nå at høre den.

### Nylige opførelser
Operaen blev opført mere end hundrede gange i løbet af Smetanas levetid (hvilket Den solgte brud er den første tjekkiske opera, der har opnået) og er derefter blevet en fast bestanddel af nationalteatrets repertoire. Den 9. maj 1945 blev der givet en særlig forestilling til minde om ofrene for Anden Verdenskrig på teateret, fire dage efter det sidste store slag i Europa. Siden krigen har teatret opført værket næsten hvert år i opsætninger, der har budt på en bred vifte af dramatiske visioner og ideer. I 2008 blev den unge instruktør Magdaléna Švecová den første kvinde, der instruerede Den solgte brud på nationalteatret i Prag.
I årene siden sin amerikanske premiere er Den solgte brud blevet vist af efterhånden alle større operakompagnier, og den opføres stadig jævnligt hele verden over. I den engelsktalende verden har Royal Opera House i London opført værket i 1998 på Sadler's Wells, mens operahuset i Covent Garden blev restaureret. Ved den lejlighed blev operaen sunget på engelsk og instrueret af Francesca Zambello og dirigeret af Bernard Haitink. Iscenesættelsen fik kritik, blandt andet for at spolere effekten, hvor Vašek kommer ind på scenen i anden akt. Opsætningen er ikke desto mindre blevet genbrugt to gange: I 2001 og 2006 under Charles Mackerras. Den seneste opførelse på The Metropolitan Opera blev ledet af James Levine i 1996 og var en genoplivning af John Dexters produktion fra 1978 med kulisser af Josef Svoboda. I 2005 vendte Den solgte brud tilbage til New York, hvor Juilliard School opførte ny produktion med Eve Shapiro med Mark Stringer som dirigent. I opførelserne på Cutler Majestic Theatre i maj 2009 havde Opera Boston overført handlingen til 1934 til en lille by i Iowa, Spillville, som engang var hjemsted for et større antal eksiltjekkere. I Danmark er Den solgte brud blevet opført på Den Jyske Opera i Århus i 1985 med barytonen Bo Boje Skovhus.

## Musik
Selvom meget af musikken i Den solgte brud lyder folkelig, er den eneste faktiske brug af autentisk folkemusik furianten i anden akt samt et par andre lejlighedsvise glimt af tjekkiske folkemelodier. "Tjekkiskheden" i musikken er dog tydelig med de tjekkiske danserytmer i mange individuelle numre. Smetanas dagbog viser, at han forsøgte at give musikken "en populær stil, fordi plottet [...] er taget fra landsbylivet og kræver en national behandling". Ifølge John Clapham har Smetana "sikkert følt bøndernes puls og forstået at udtrykke dette i musik, men uundgåeligt tilføjet noget af sig selv". Historikeren Harold Schonberg har gjort gældende, at "exotikken i den bøhmiske musik ikke var en del af den vestlige musikalske bevidsthed, før Smetana kom frem". Smetanas musik er i det hele taget en lykkens musik, som udtrykker glæde, dans og festlighed.
Stemningen i hele operaen slås fast med ouverturen, der hyppigt opføres ved koncerter som et selvstændigt stykke musik. Tyrrell beskriver den som "en tour de force i genren, vidunderligt beåndet og vidunderligt udformet". Tyrrell gør opmærksom på flere af dens slående træk som dens udvidede strygerfuga, de klimatiske tutti og de fremtrædende synkoper. Ouverturen indeholder ikke mange af operaens senere temaer: Brian Large sammenligner det med Mozarts ouverturer til Figaros bryllup og Tryllefløjten, som også blot etablerer en generel stemning. Umiddelbart efter ouverturen følger et forlænget orkesterforspil, som er et tilpasset uddrag af hans klaverværk Bryllupsscener fra 1849 med tilføjelse af specielle effekter som fx sækkepibeefterligninger.
Schonberg har foreslået, at bøhmiske komponister udtrykker melankoli på en sart, elegisk måde "uden russernes knusende spleen og pessimisme". Således er Mařenkas utilfredshed illustreret i åbningskoret ved en kort overgang til mol; på samme måde fremgår Vašeks patos af den mørke mol-musik til hans solo i tredje akt. Smetana bruger også en ledemotivsteknik, hvorved musikalske temaer bruges som påmindelse om andre dele af handlingen. Den haltende klarinet til temaet, der udtrykker "trofast kærlighed" er et eksempel, mens det i andre sammenhænge ikke er nær så udviklet, som det fx ses hos Wagner.
Large har udtalt, at karakteriseringen på trods af musikkens farve og styrke ikke er udpræget, når der ses bort fra Kecal og i mindre grad de to elskende og den uheldige Vašek. De to forældrepar og de forskellige cirkusfolk er alle konventionelle figurer. Kecals person, den vigtige, snakkesalig klodrian, kendetegnes derimod ved hans hurtige og karakteristiske musik. Large mener, at figuren kan være baseret på den brovtende Baron i Cimarosas opera Il matrimonio segreto. Mařenkas temperament vises i koloraturpassager og vedvarende høje toner, mens Jeníks gode karakter afspejles i hans varme musik, oftest i g-mol. Til Vašeks to-sidede personlighed, det komiske og det patetiske, benytter Smetana dur til komikken og mol til de sørgelige aspekter. Large mener, at Vašeks musikalske stammen, særligt i begyndelsen af anden akt, er inspireret af Mozarts Don Curzio fra Figaros bryllup.

## Liste over musikalske enheder
Listen vedrører den endelige version af operaen fra 1870.
| Nummer                 | Medvirkende                                                   | Titel (tjekkisk)                          | Titel (dansk)                                                                                              |
| ---------------------- | ------------------------------------------------------------- | ----------------------------------------- | --- |
| Ouverture              | Orkester                                                      |                                           | |
| Akt I Åbningskor       | Landsbyfolk                                                   | Proc bychom se netěšili                   | "Lad os fryde og være lystige"                                                                             |
| Arie                   | Mařenka                                                       | Kdybych se co takového                    | "Hvis jeg nogensinde skulle lære"                                                                          |
| Duet                   | Mařenka og Jeník                                              | Jako matka požehnáním ... Verne milování  | "Mens en mors kærlighed ..." (der fører til) "Trofast kærlighed kan ikke skæmmes"                          |
| Trio                   | Ludmila, Krušina, Kecal                                       | Jak Vám pravím, rude kmotře               | "Som jeg sagde før, min gode kollega"                                                                      |
| Trio                   | Ludmila, Krušina, Kecal                                       | Mladík slušný                             | "Han er en dejlig dreng, godt opdraget"                                                                    |
| Kvartet                | Ludmila, Krušina, Kecal, Mařenka                              | Tu ji máme                                | "Her er hun nu"                                                                                            |
| Dans: Polka            | Kor og orkester                                               | Pojd' sem, holka, toč se, holka           | "Kom, I dejlige!"                                                                                          |
| Akt II Kor og solister | Kor, Kecal, Jeník                                             | Til pivečko                               | "Til øllet!"                                                                                               |
| Dans: Furiant          | Orkester                                                      |                                           | |
| Arie                   | Vašek                                                         | Má ma-ma Matička                          | "Mi-mi-min mor sagde til mig"                                                                              |
| Duet                   | Mařenka og Vašek                                              | Známť já jednu dívčinu                    | "Jeg kender en skøn pige"                                                                                  |
| Duet                   | Kecal og Jeník                                                | Nuže, Milij chasníku, znám jednu dívku    | "Nu, Herre, lyt til et ord eller to"                                                                       |
| Arie                   | Jeník                                                         | Až uzříš; Jak možna věřit                 | "Når du opdager, hvem du har købt"                                                                         |
| Ensemble               | Kecal, Jeník, Krušina, kor                                    | Pojďte lidičky                            | "Kom indenfor og lyt til mig"                                                                              |
| Act III Aria           | Vašek                                                         | To-til mi v hlavě le-leži                 | "Jeg kan ikke få det ud af mit hoved"                                                                      |
| Komikernes march       | Orkester                                                      |                                           | |
| Dans: Skočná           | Orkester                                                      |                                           | |
| Duet                   | Esmeralda, cirkusdirektøren                                   | Milostné zvířátko                         | "Vi vil gøre en smuk ting ud af dig"                                                                       |
| Kvartet                | Hata, Mícha, Kecal, Vašek                                     | Aj! Jakže? Jakže?                         | "Han ønsker ikke hende - hvad der er sket"                                                                 |
| Ensemble               | Mařenka, Krušina, Kecal, Ludmila, Hata, Mícha, Vašek          | Ne, ne, tomu nevěřím                      | "Nej, nej, jeg tror det ikke"                                                                              |
| Sekstet                | Ludmila, Krušina, Kecal, Mařenka, Háta, Mícha                 | Rozmmysli si, Mařenko                     | "Beslut dig, Mařenka"                                                                                      |
| Arie                   | Mařenka                                                       | Ó, jaký zal ... Ti lásky sen              | "Oh, hvad sorg" ... (der fører til) "Denne kærlighedsdrøm"                                                 |
| Duet                   | Jeník og Mařenka                                              | Mařenko má!                               | "Mařenka min!"                                                                                             |
| Trio                   | Jeník, Mařenka, Kecal                                         | Utiš se, dívko                            | "Tag det roligt og tro mig"                                                                                |
| Ensemble               | Chorus, Mařenka, Jeník, Hata, Mícha, Kecal, Ludmila, Krušina, | Jak jsi se, Mařenko rozmyslila?           | "Hvad har du besluttet, Mařenka?"                                                                          |
| Finale                 | Alle og kor                                                   | Pomněte, kmotře ... Dobra vec se podařila | "Han er ikke vokset op endnu ..." (der fører til) "En god sag er vundet, og trofast kærlighed har sejret." |

## Indspilninger

### Film
En stumfilmsversion af Den solgte brud blev lavet i 1913 af det tjekkiske filmstudie Kinofa. Filmen blev produceret af Max Urban, og hans kone Andulá Sedlacková medvirkede.
En tysk version af operaen, Die verkaufte Braut, blev filmet i 1932 af Max Ophüls (1902-1957), den berømte tyske instruktør, der dengang var ved begyndelsen af sin filmkarriere. Manuskriptet blev uddraget af Sabinas libretto af Curt Alexander, og Smetanas musik blev tilpasset af den tyske filmkomponist, Theo Mackeben. Filmen havde den førende tjekkiske operasangerinde Jarmila Novotná i rollen som Mařenka ("Marie" i filmen) og den tyske baryton Willi Domgraf-Fassbaender som Jeník ("Hans"). Veteranskuespilleren Max Schreck optrådte også i filmen i den lille rolle som cirkuskomikeren "Muff". Ophüls byggede en hel tjekkisk landsby i studiet for at give handlingen en autentisk baggrund. Efter filmens amerikanske premiere i 1934, skrev The New York Times, at den "indeholdt det meste af originalens komedie", men at den var "ret svag i forhold til det musikalsk" på trods af tilstedeværelsen af stjerner som Novotná. Operaelskere burde, mente The New York Times, ikke forvente for meget, men arbejdet gav dog et attraktivt portræt af det bøhmiske landsbyliv i midten af det 19. århundrede. Anmelderen mente, at skuespillet var af første klasse, men tilføjede, at "fotograferingen og lydgengivelsen til tider ikke er alt for klar".